# Gebärdenraum
Als Gebärdenraum bezeichnet man den Raum/Platz, den ein Gebärdender bei der Verwendung einer Gebärdensprache nutzt. Es ist der dreidimensionale Raum vor dem Gebärdensprecher, von der Taille bis zur Stirn und von einer Körperseite zur anderen, in dem Zeichen umgesetzt werden können. Gebärdensprecher nutzen diesen Raum zur Darstellung des physischen Raums und der konzeptuellen Struktur. Orte in einem Gebärdenraum werden Orten im realen Raum zugeordnet. Er wird verwendet, um abstrakte Informationen wie Zeit und Ordnung zu vermitteln. Der Gebärdensprecher nutzt diesen Raum auch, um die im Satz erwähnten Entitäten (z. B. Personen, Objekte, Gebäude und Orte) zu positionieren und ihre semantischen Beziehungen darzustellen. Dies wird als Platzierung bezeichnet. Der Gebärdensprecher kann Personen in das Gespräch einbeziehen, indem er ihre Namen gebärdet und sie dann in den Gebärdenraum platziert. Er kann sie dann als „er“ oder „sie“ bezeichnen, indem er einfach auf die Stelle zeigt, an der er sie platziert hat, anstatt ihren Namen erneut zu gebärden. Dies wird als syntaktische Platzierung bezeichnet. Die Verwendung des Gebärdenraums, um zu zeigen, wo Orte oder Objekte im Verhältnis zueinander liegen, wird als topografische Platzierung bezeichnet.

## Linguistik
Gebärdensprachen nutzen den dreidimensionalen Raum für eine Vielzahl von Zwecken. Dieser Raum wird verwendet, um auf Teilnehmer eines Gesprächs zu verweisen, die grammatikalischen Rollen der Teilnehmer eines Ereignisses zu demonstrieren oder Informationen über verschiedene Arten von Bewegungsereignissen zu illustrieren.
Pronominale Verwendung
Gebärdensprachen kennen einige Formen, um sich auf Gesprächsteilnehmer zu beziehen (z. B. Gebärdenträger, Adressat, Nicht-Adressat). Diese Formen beinhalten stark die Verwendung des Gebärdenraums. Indem der Gebärdenträger auf seine Brust zeigt, bezieht er sich auf sich selbst. In einigen Kulturen, in denen Sprecher der gesprochenen Sprache auf ihre Nase zeigen, um sich selbst zu beziehen, wird stattdessen auf die Nase gezeigt. Auf den Adressaten oder Nicht-Adressaten wird Bezug genommen, indem auf ihn oder sie gezeigt wird. In diesen Fällen wird der Zeigefinger verwendet. Bei der Bezugnahme auf mehrere Teilnehmer können einige Gebärdensprachen auch andere als den Zeigefinger verwenden.

## Größe der Gebärdenfläche
Der Gebärdenraum erstreckt sich vertikal vom Kopf des Gebärdenden bis zur Taille und horizontal von Ellbogen zu Ellbogen. Die Gebärden werden auf oder vor dem Körper artikuliert. In gängigen Gebärdensprachen kann sich der Raum bis zum gesamten Körper erstrecken und die Gebärden können sogar den Rücken des Gebärdenden umfassen.